# Molberg salto
En Molberg salto er et spring indenfor udspring og kan gennemføres fra både vippe og tårn.
Springet gennemføres med kroppens front vendt mod vandet og efter afsættet roteres baglæns mindst en hel salto inden nedslaget i vandet. Er rotationen begrænset til en halv salto, betegnes springet en Isander.
Indenfor udspring benævnes springet 30n, hvor n angiver antallet af halve saltoer og kan gennemføres i positionerne strakt (30nA), hoftebøjet (30nB) eller sammenbøjet (30nC). Hvis springet gennemføres med skruer, benævnes det 53nm, hvor m angiver antallet af halve skruer.
Springet er opkaldt efter svenskeren Anders Fredrik Mollberg som var aktiv i Upsala Simsällskap.

## Ekstern henvisning
Molberg salto sammenbøjet fra 1 meter på YouTube